# 벨라루스 대통령
벨라루스 공화국 대통령(벨라루스어: Прэзідэнт Рэспублікі Беларусь)은 벨라루스의 국가원수이자 군 최고사령관이다. 대통령은 의회의 동의를 받아 총리, 부총리, 각부 장관으로 구성된 내각을 임명할 수 있다.
벨라루스는 1994년 3월 채택된 헌법에 의해 대통령제 공화국이며, 1996년 11월 25일 국민 투표를 통한 개헌으로 대통령의 임기가 기존 5년에서 7년으로 연장되었다. 이후 2004년 10월 17일 헌법 개정으로 3선 금지 규정을 철폐하고 연임 제한이 없는 5년 중임제로 수정하였다. 벨라루스의 헌법에 규정된 바에 따르면 대통령은 재직 중 당적을 보유할 수 없으며, 대통령은 선거의 4원칙에 의해 선출된다. 대통령 후보 출마는 10만 명 이상의 서명을 얻어야 가능하며, 대통령의 임기가 끝나기 5개월 전에 대통령 선거를 시작해야 하며 2개월 전에 대통령이 선출되어야 한다. 대통령직이 공석이 되면 공석이 된 날짜로부터 30일에서 70일 내로 선거가 치러지도록 규정된다. 2022년 2월 27일 헌법 개정 국민투표를 실시하여 3선 연임 금지하는 5년 중임제로 개정하였다.

## 벨라루스의 대통령 목록
| 대 | 사진            | 이름                                                                           | 임기            | 임기                              | 선거                             | 정당   |
| -- | --------------- | ------------------------------------------------------------------------------ | --------------- | --------------------------------- | -------------------------------- | ------ |
| -  |                 | 스타니슬라우 슈시케비치 (1934.12.15 ~ 2022.5.3) Станіслаў Шушкевіч             | 1991년 8월 15일 | 1994년 1월 26일                   | 최고 소비에트 의장               | 무소속 |
| -  |                 | 비체슬라프 니콜라예비치 쿠즈네초프 (1947.2.21 ~ ) Вячаслаў Мікалаевіч Кузняцоў | 1994년 1월 26일 | 1994년 1월 28일                   | 최고 소비에트 의장 대행          | 무소속 |
| -  |                 | 메치슬라우 그립 (1938.9.28 ~ ) Мечыслаў Грыб                                   | 1994년 1월 28일 | 1994년 7월 20일                   | 최고 소비에트 의장               | 무소속 |
| 1  |                 | 알렉산드르 루카셴코 (1954.8.30 ~ ) Аляксандр Лукашэнка                         | 1994년 7월 20일 | 2001년 9월 20일                   | 1994년 대선 - 80.34% 4,241,026표 | 무소속 |
| 1  | 2001년 9월 20일 | 알렉산드르 루카셴코 (1954.8.30 ~ ) Аляксандр Лукашэнка                         | 2006년 4월 8일  | 2001년 대선 - 75.65% 4,666,680표  |                                  | 무소속 |
| 1  | 2006년 4월 8일  | 알렉산드르 루카셴코 (1954.8.30 ~ ) Аляксандр Лукашэнка                         | 2011년 1월 21일 | 2006년 대선 - 82.97% 5,501,249표  |                                  | 무소속 |
| 1  | 2011년 1월 21일 | 알렉산드르 루카셴코 (1954.8.30 ~ ) Аляксандр Лукашэнка                         | 2015년 11월 6일 | 2010년 대선 - 79.65% 5,130,557표  |                                  | 무소속 |
| 1  | 2015년 11월 6일 | 알렉산드르 루카셴코 (1954.8.30 ~ ) Аляксандр Лукашэнка                         | 2020년 9월 23일 | 2015년 대선 - 83.47% 5,102,478 표 |                                  | 무소속 |
| 1  | 2020년 9월 23일 | 알렉산드르 루카셴코 (1954.8.30 ~ ) Аляксандр Лукашэнка                         | 2025년 3월 25일 | 2020년 대선 - 80.10% 4,661,075표  |                                  | 무소속 |
| 1  | 2025년 3월 25일 | 알렉산드르 루카셴코 (1954.8.30 ~ ) Аляксандр Лукашэнка                         |                 | 2025년 대선 - 86.82% 5,136,293표  |                                  | 무소속 |

## 같이 보기
- 벨라루스의 총리

## 참고 자료
- “Constitution of the Republic of Belarus of 1994 (with alterations and amendments adopted at the republican referendums of November 24, 1996 and of October 17, 2004)” (PDF). 《WIPO》 (영어). 2020년 7월 24일에 확인함.